# Louis Van Parijs
Louis Van Parijs   (Gant, 16 de juliol de 1908 - Gant, 6 de setembre de 1998) fou un nedador belga, especialista en braça, que va competir durant les dècades de 1920 i 1930.
El 1928 va prendre part en els Jocs Olímpics d'Estiu d'Amsterdam, on va disputar dues proves del programa de natació. En ambdues quedà eliminat en sèries.
En el seu palmarès destaquen una medalla de plata en els 200 metres braça al Campionat d'Europa de natació de 1926 i una de bronze en la mateixa prova al de 1927.
Guanyà el campionat nacional dels 200 metres lliures de 1927, dels 400 metres lliures de 1927, i dels 200 metres braça de 1925, 1926, 1927, 1930 i 1937. El 1925 aconseguí el rècord del món dels 400 metres lliures.